# Великі Логи
Великі Логи (біл. вёска Большие Логы) — село в складі Березинського району Мінської області, Білорусь. Село підпорядковане Поплавській сільській раді, розташоване в східній частині області.